# میکولا پوپویچ
میکولا پوپویچ (انگلیسی: Mykola Popovych؛ زادهٔ ۳ مهٔ ۱۹۷۱) ورزشکار اسکی صحرانوردی اهل اوکراین است.وی همچنین از اسکی‌بازان اسکی صحرانوردی در بازی‌های المپیک زمستانی ۱۹۹۸ بوده است.